# Gerson Díaz
Gerson Díaz (Caracas, 11 febbraio 1972) è un ex calciatore venezuelano, di ruolo centrocampista.